# 迪斯科 (伊利諾伊州)
迪斯科（英語：Disco）是位於美國伊利諾伊州漢考克縣的一個非建制地區。該地的面積和人口皆未知。

## 地理
迪斯科的座標為40°37′13″N 91°01′17″W / 40.62028°N 91.02139°W，而該地的平均海拔高度為203米（即666英尺）。